# Polonky

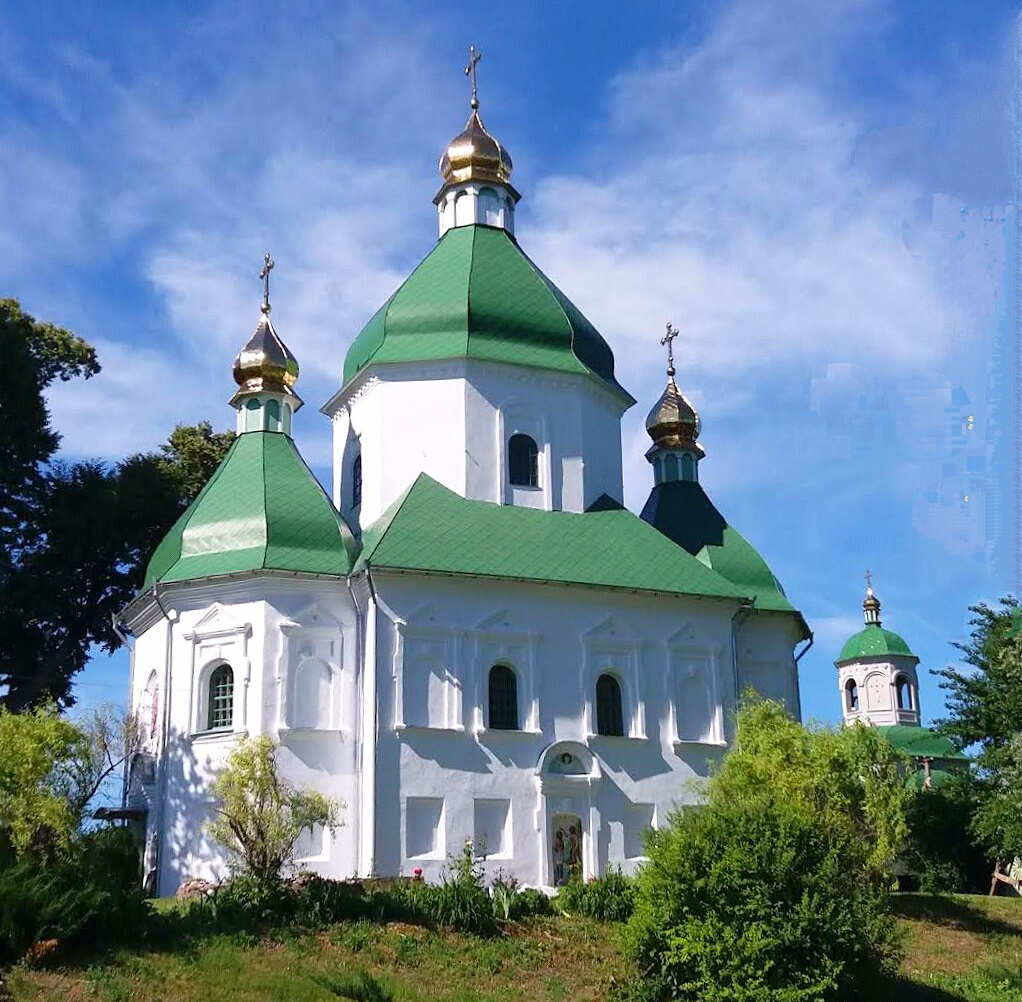
St. Michaelskirche (1720) im Dorf Polonky

Polonky (ukrainisch Полонки; russisch Полонки Polonki) ist ein Dorf im Süden der ukrainischen Oblast Tschernihiw mit etwa 300 Einwohnern (2001).
Der Name des im Jahr 1600 gegründeten Dorfes leitet sich wahrscheinlich von dem Wort Opolonki (zu deutsch: Eislöcher) ab, da es wohl in der Vergangenheit im Fluss viel Fisch gab, der im Winter mittels Eislöchern gefangen wurde. Mit der Zeit verschwand der Anfangsbuchstabe, sodass Polonki übrig blieb.
Im Dorf befindet sich mit der zwischen 1777 und 1779 (nach anderen Angaben 1720) erbauten Erzengel-Michael-Kirche ein einzigartiges historisches und architektonisches Denkmal im Stile des ukrainischen Barocks.
Die Ortschaft liegt an der Mündung der 12 km langen Juschtschenkowa (Ющенкова) in den Udaj, einem 327 km langen, rechten Nebenfluss der Sula, gegenüber dem im Rajon Warwa gelegenen Dorf Schurawka, 17 km südöstlich des Rajonzentrums Pryluky und 160 km südöstlich des Oblastzentrums Tschernihiw.
Am 12. Juni 2020 wurde das Dorf ein Teil der Siedlungsgemeinde Lynowyzja, bis dahin war es ein Teil der Landgemeinde Udajzi (Удайцівська сільська рада/Udajziwska silska rada) im Südosten des Rajons Pryluky.